# 226-та стрілецька дивізія (СРСР, II формування)
226-та стрілецька Глухівсько-Київська Червонопрапорна ордена Суворова 2-го ступеня дивізія — стрілецька дивізія, загальновійськове з'єднання РСЧА в часи Другої Світової війни.

## Історія з'єднання
Дивізія сформована 22 липня 1943 року в Курській області на базі 42-ї і 129-ї окремих стрілецьких бригад.
У бойових діях Другої світової війни з 31 липня 1943 року. Воювала у складі 60-ї, 18-ї і 1-ї гвардійської і 38-ї армій Центрального, Воронезького, 1-го Українського і 4-го Українського фронтів.
Дивізія відзначилась в битві за відвоювання Глухова на Сумщині. За відвоювання Глухова наказом Верховного Головнокомандувача від 31 серпня 1943 року 226-та стрілецька дивізія удостоєна почесного найменування «Глухівська».
У ніч на 26 вересня частини дивізії на підручних засобах форсували Дніпро і захопили плацдарм на його правому березі, в районі села Ясногородка Київської області, де більше місяця боролася за його розширення. Особливо жорстокі бої розгорілися за село Рови і утримання «ровського коридору», з якого вона потім перейшла в наступ. «За мужність і героїзм, проявлені при форсуванні Дніпра і утримання плацдарму на його правому березі», двадцяти трьом воїнам дивізії Указом Президії Верховної Ради СРСР від 17 жовтня 1943 року були присвоєні звання Героя Радянського Союзу. Серед нагороджених був і перший командир дивізії полковник Василь Якович Петренко.
Прорвавши сильноукріплену оборону противника в районі Ровів, дивізія просунулася в південно-західному напрямку, чим сприяла військам 1-го Українського фронту у відвоюванні столиці України міста Києва, за що їй наказом Верховного Головнокомандувача № 37 від 6 листопада 1943 року було присвоєно почесне найменування «Київська». В ході Битви за Київ дивізією були відвоювані населені пункти Федорівка, Катюжанка, Феневичі, Блідча, Кухарі, Тетерів, Головки, Любовичі, Малин, Чоповичі, Хотинівка, Стремигород, а 17 листопада, в результаті стрімкого удару опанувала великим залізничним вузлом і потужним опорним пунктом оборони противника Коростенем, за що наказом Верховного Головнокомандувача № 44 від 18 листопада 1943 року дивізія була представлена до ордена Червоного Прапора.

Братська могила бійців 226-ї дивізії у Ясногородці. Серед похованих Герої Радянського Союзу:
Поляков Володимир Хомович;
Макеєв Олексій Васильович;
Крикуненко Веніамін Олександрович;
Нікітченко Іван Моїсейович.

З боями дивізія пройшла шлях від Києва до Праги. Бойові дії завершила 11 травня 1945 року в Чехословаччині. Нагороджена орденом Суворова 2-го ступеня.

## Бойовий склад
- 985-й стрілецький полк,
- 987-й стрілецький полк,
- 989-й стрілецький полк,
- 730-й (806-й) артилерійський полк,
- 329-й окремий винищувальний протитанковий дивізіон,
- 349-та розвідувальна рота,
- 553-й саперний батальйон,
- 625-й окремий батальйон зв'язку (153-тя окрема рота зв'язку),
- 328-й медико-санітарний батальйон,
- 290-та окрема рота хімзахисту,
- 417-та автотранспортна рота,
- 298-ма (299-та) польова хлібопекарня,
- 52-й дивізійний ветеринарний лазарет,
- 1774-та польова поштова станція,
- 1731-ша польова каса Держбанку.

## Командири дивізії
- полковник Петренко Василь Якович (22.07.1943 — 22.05.1944),
- підполковник, з 10.08.1944 полковник Тетенко Михайло Григорович (23.05.1944 — 08.09.1944),
- генерал-майор Кропотін Микола Олексійович (09.09.1944 — 11.05.1945).